# Průmyslově zpracované potraviny

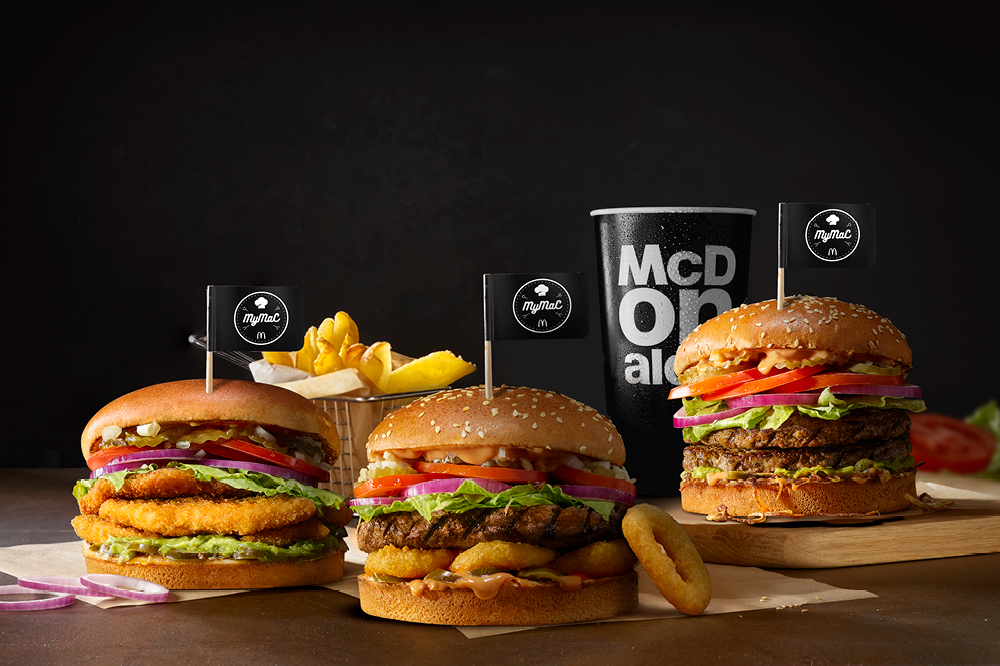
Fastfoodové hamburgery, hranolky, nápoje, saláty, nugety i zmrzliny jsou silně průmyslově zpracované potraviny s řadou chemických aditiv, cukrem a solí

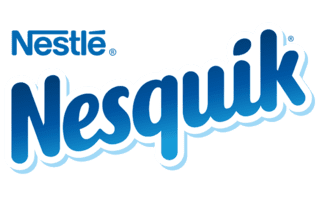
Švýcarská nadnárodní korporace Nestlé je z hlediska tržní kapitalizace největší potravinový koncern na světě.

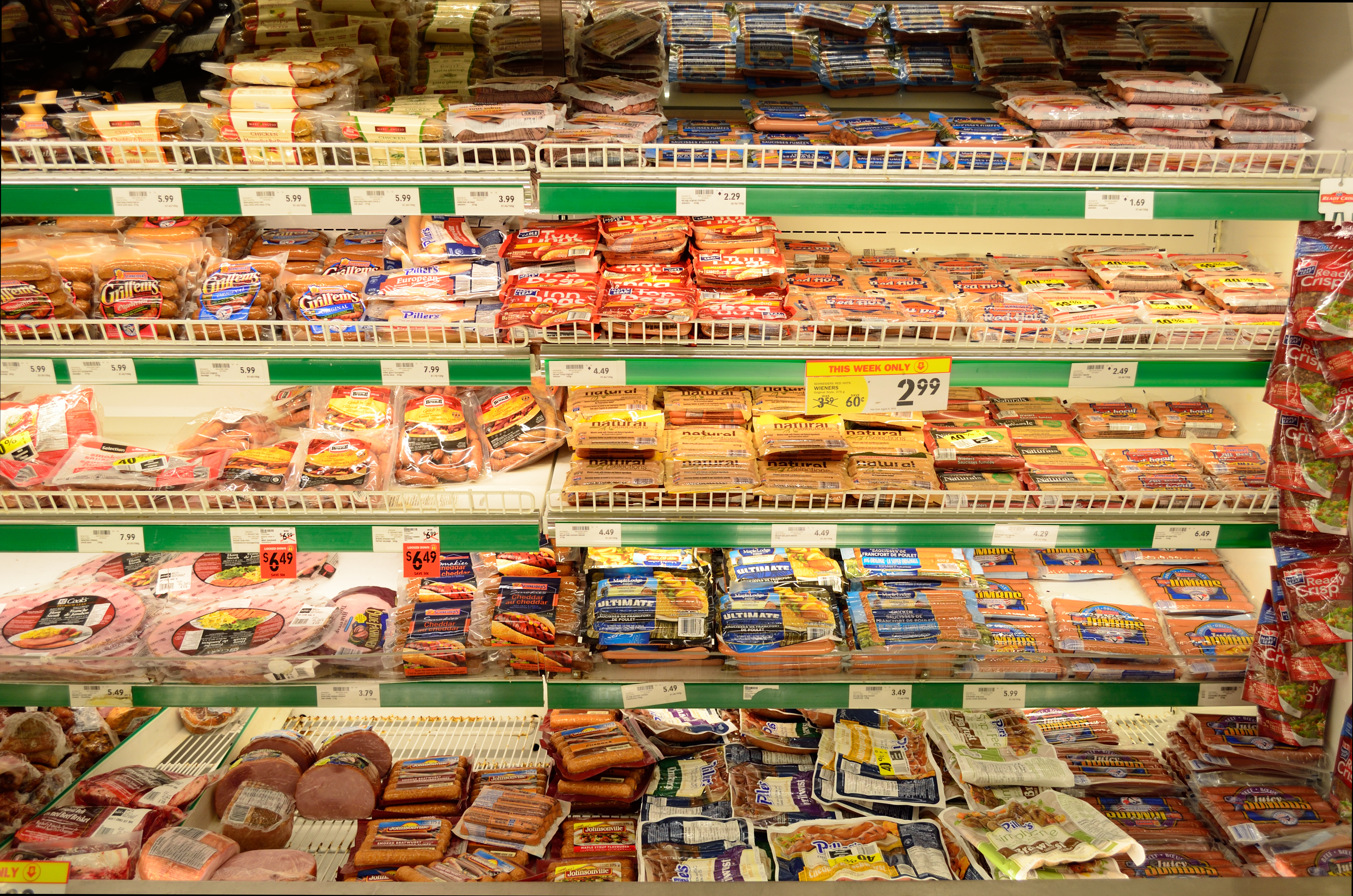
Zpracované maso

Průmyslově zpracované potraviny, ultrazpracované nebo terciárně zpracované potraviny jsou potraviny komerčně vyrobené průmyslovým zpracováním potravinových surovin za účelem zjednodušit a zlevnit jejich výrobu, skladování, přípravu a konzumaci a zároveň upravit jejich chuť. Zpracované potraviny jsou snadno dostupné díky typicky dlouhé skladovatelnosti a snadno konzumovatelné díky jejich zpracování.
Takové potraviny obvykle obsahují potravinářské přídatné látky (aditiva), vysoké množství soli, cukru a jejich konzumace je spojena s zvýšeným rizikem rakoviny a různých civilizačních chorob. Zpracované maso považuje od roku 2018 IARC za prokázaný karcinogen. Vliv na zdraví u ultrazpracovaných potravin mají i jejich obaly, ze kterých se uvolňují nebezpečné látky jako ftaláty, bisfenol A, minerální oleje či mikroplasty. Výrobci ultrazpracovaných potravin jsou typicky korporace, jejichž prioritou je finanční zisk, ne zdraví zákazníků nebo výživová hodnota potravin.

## Co jsou ultrazpracované potraviny
Ultrazpracované, průmyslově neboli terciárně zpracované potraviny se liší od čerstvých (nezpracovaných), sušených a čerstvě tepelně zpracovaných (primárně zpracovaných) potravin – studené jídlo a tepelně připravené jídlo (vařené, pečené, apod.) z čerstvých surovin (čerstvá zelenina a ovoce, maso, obiloviny jako ovesné vločky, rýže, luštěniny, mléko, vejce, ořechy apod.) – ale také se liší od standardně sekundárně zpracovaných potravin jako jsou kysané zelí a nakládané okurky (zpracovaná zelenina), ovocná marmeláda, kompot nebo víno (zpracované ovoce), sýr a jogurt (zpracované mléko), čerstvý chléb (zpracované obiloviny) apod.
Terciárně zpracované potraviny jsou vytvořeny průmyslovými procesy během kterých jsou suroviny komplexně upraveny nebo rozloženy a následně použity k vytvoření nových výrobků ke konzumaci: proces během kterého ztratí látky, které jsou nezbytné pro zdravou výživu jako je vláknina či různé mikronutrienty – vitamíny, minerály apod. Obvykle obsahují potravinářské přídatné látky (aditiva), vysoké množství soli, cukru a jejich konzumace je spojena s zvýšeným rizikem rakoviny a různých civilizačních chorob jako kardiovaskulární onemocnění , obezita, cukrovka a současná podvýživa v oblasti mikronutrientů a vitamínů; trávicí a jiné dysfunkce kvůli nedostatku vlákniny nebo nadbytku cukru apod. Studie vydaná roku 2023 se prvně zaměřila na oddělení vlivu ultrazpracovaných nápojů (UPD) a jídla (UPF) na úmrtí a našla zvýšení rizika úmrtí jen u UPD, přičemž odkazuje na metaanalýzu, která potvrzuje riziko u slazených nápojů.
Mezi ultrazpracované potraviny patří mimo jiné:
- Sériově vyráběné balené chleby a buchty[2]
- Sladké nebo slané zabalené sušenky, snacky včetně brambůrek[2]
- Čokoládové tyčinky a sladkosti[2] (ale nikoli čokoláda)[10]
- Snídaňové cereálie, sušenky[11]
- Destiláty, slazené nápoje,[2] mléčné a ovocné nápoje[12]
- Margaríny, pomazánky a ovocné jogurty[12]
- Masové koule, kuřecí a rybí nugety[2]
- Veganské alternativy masa či sýra[12]
- Instantní nudle a polévky[2]
- Zmrazená nebo připravená jídla,[2] zmrzlina[12]
- Potraviny vyrobené převážně nebo zcela z cukru, olejů a tuků[2]
- Fastfoodové burgery a sendviče, hranolky[13]

Mnohdy jsou zpracované potraviny určeny k přímé konzumaci (např. sendviče). Jindy se může jednat o polotovar. Ultrazpracované potraviny mohou být ale také použity k výrobě dalšího jídla nebo v restauracích.

Průmyslově zpracované potraviny
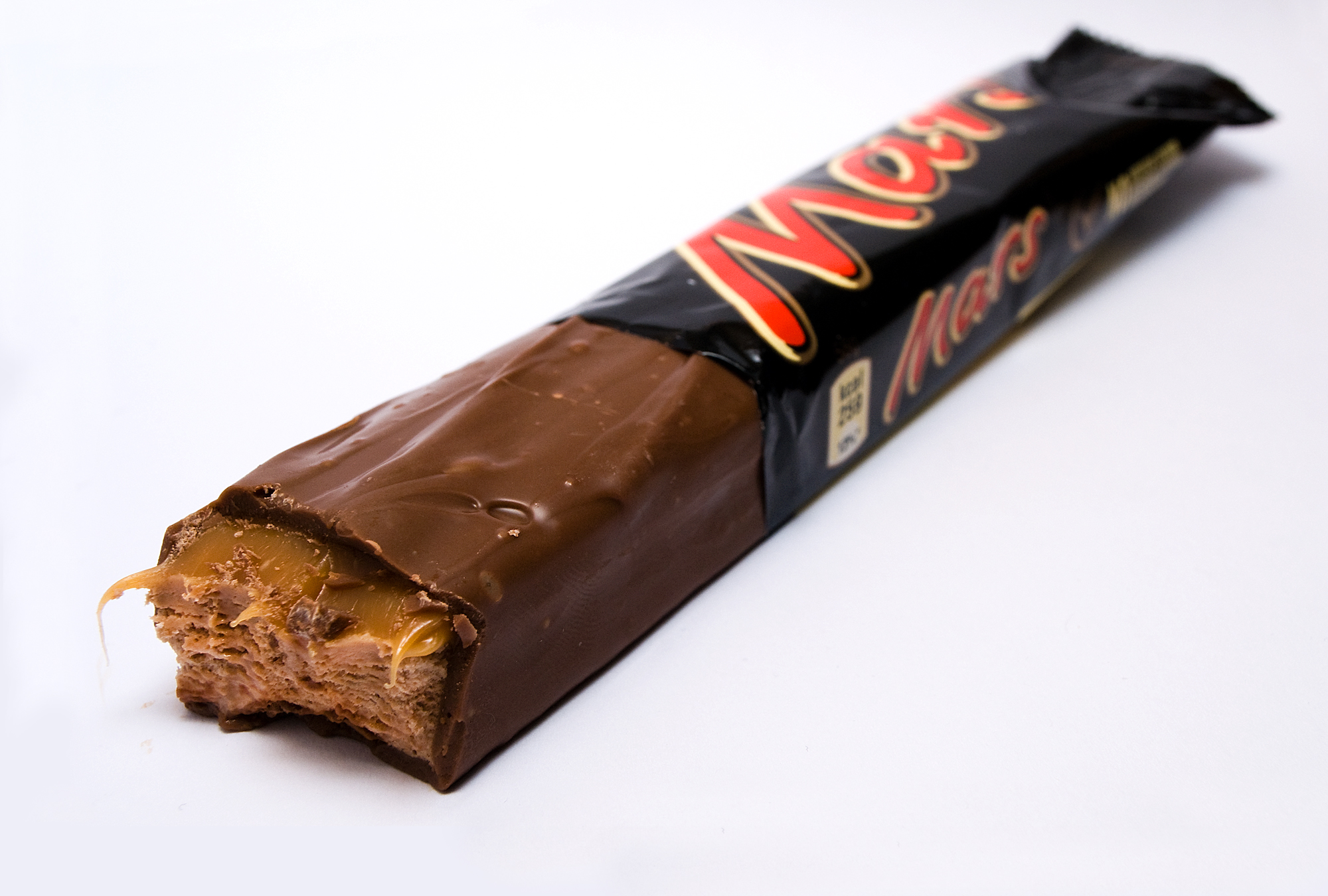
Sladké tyčinky
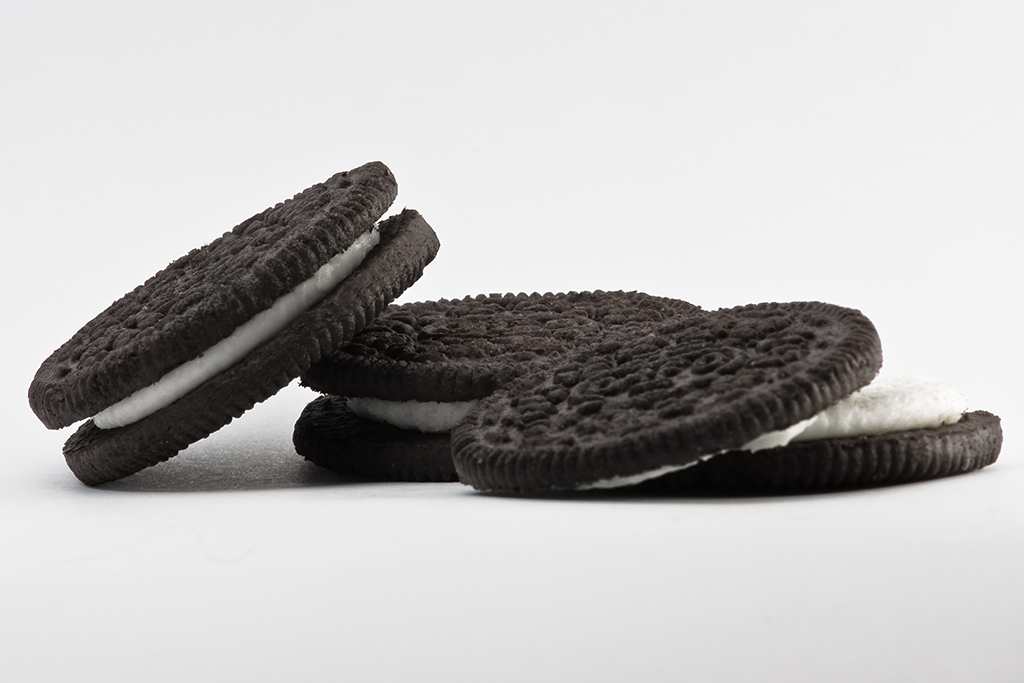
Sladké sušenky (na obrázku sušenky Oreo)
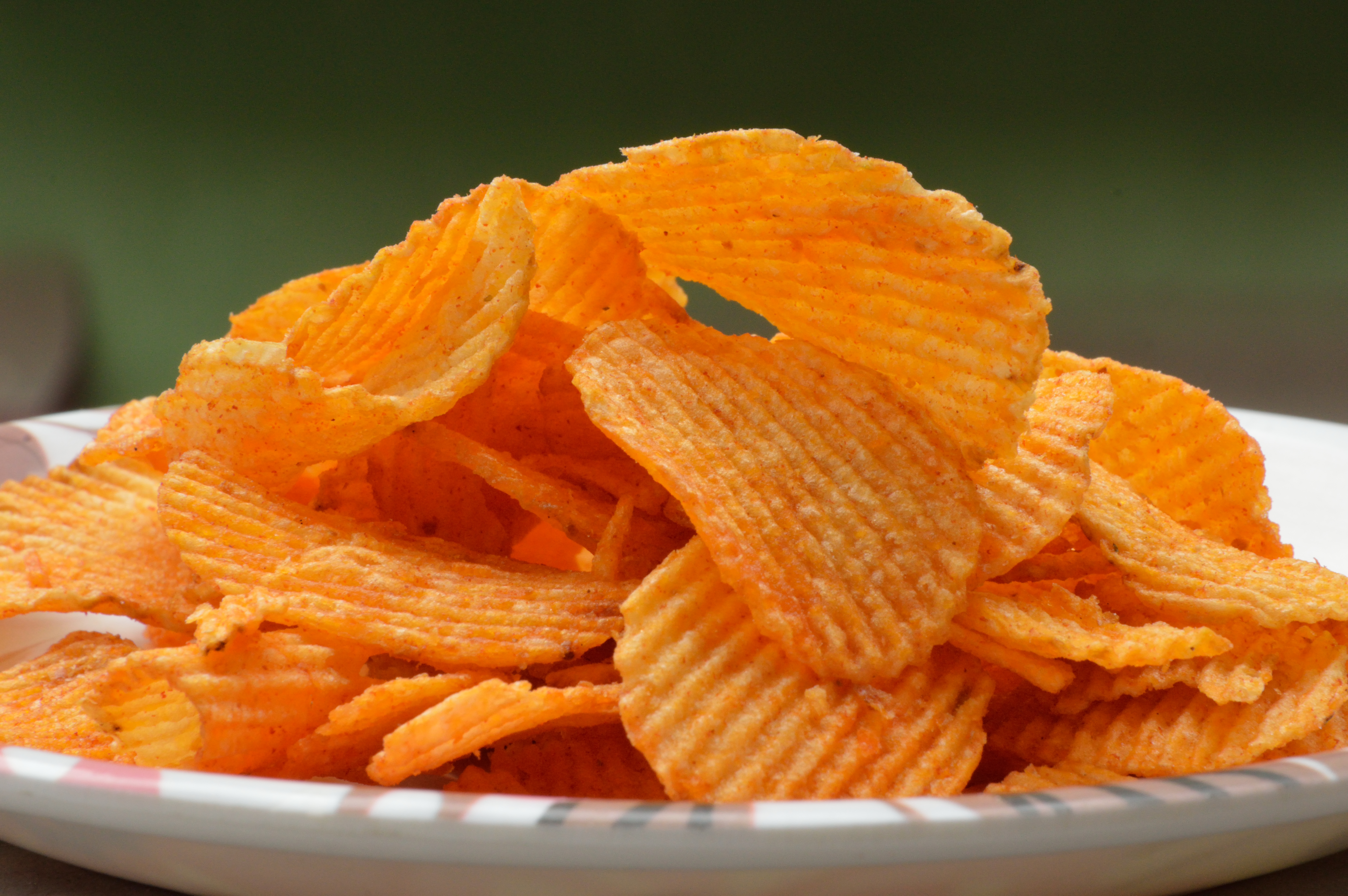
Brambůrky a slané snacky
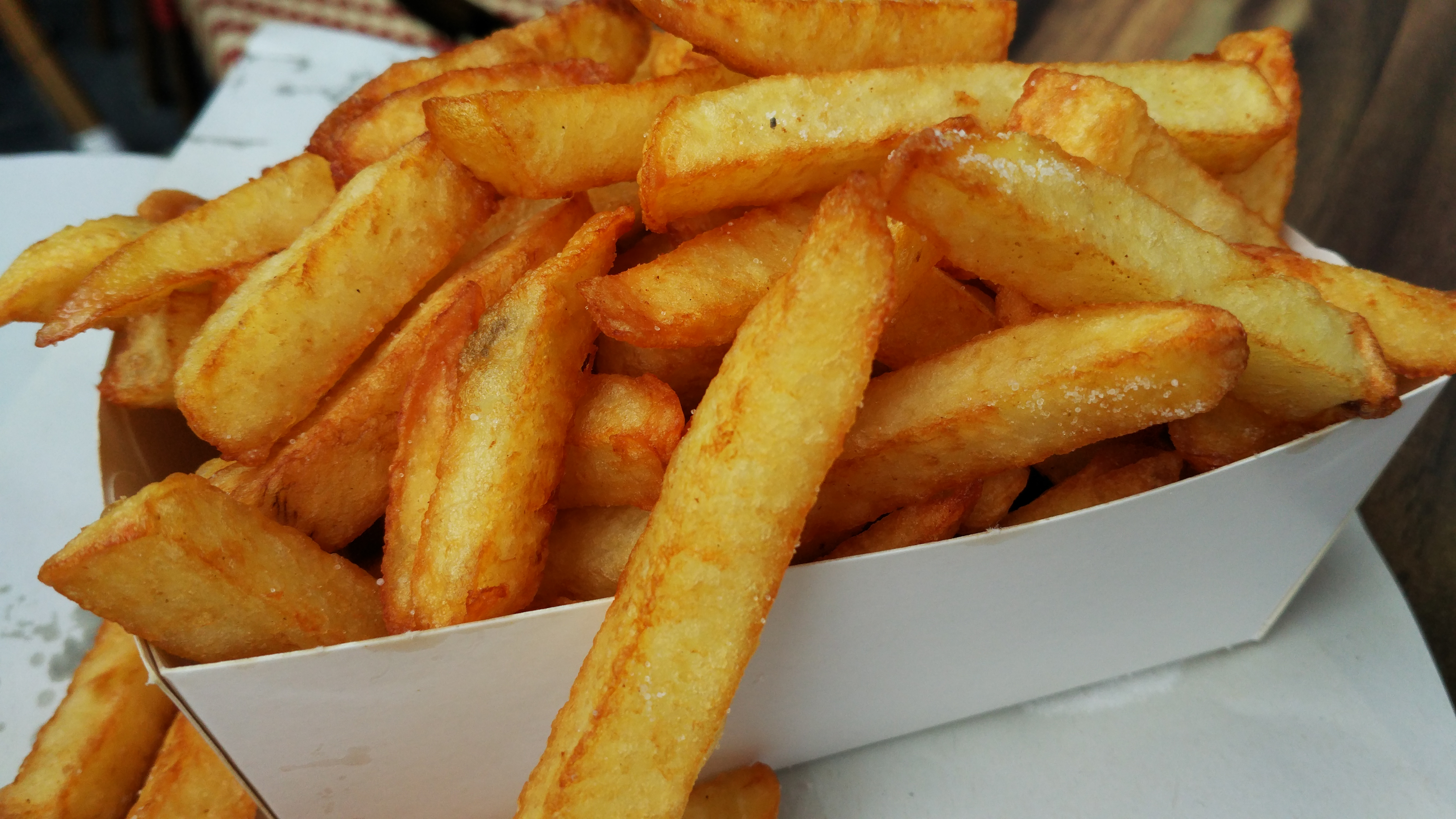
Mražené a následně fritované hranolky
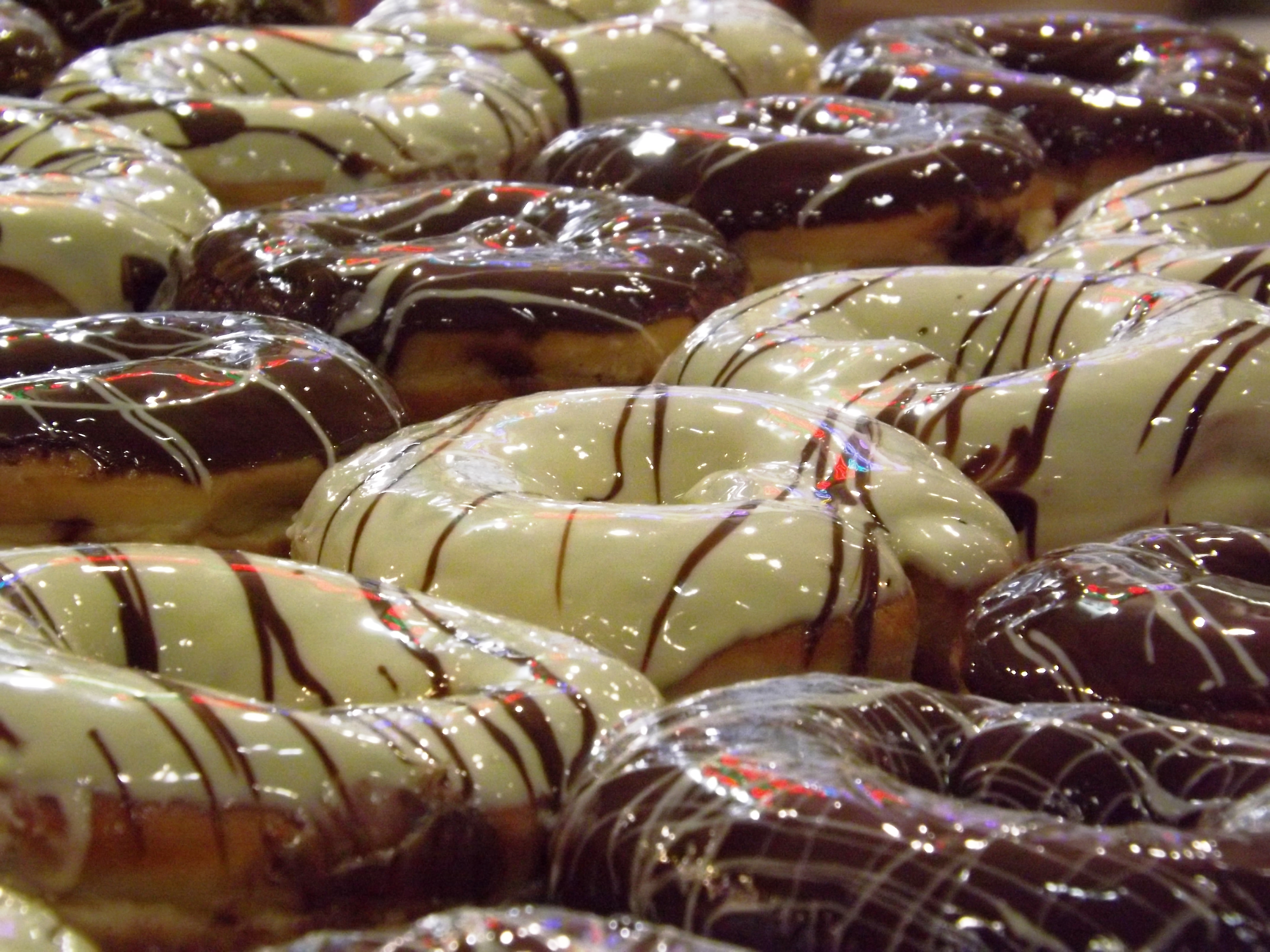
Koblihy, dorty a podobné slazené komerčně vyrobené buchty
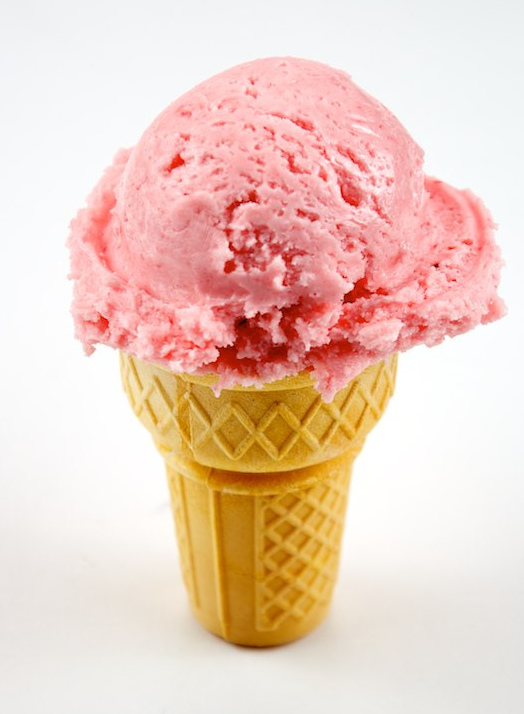
Průmyslově vyrobená zmrzlina a nanuky
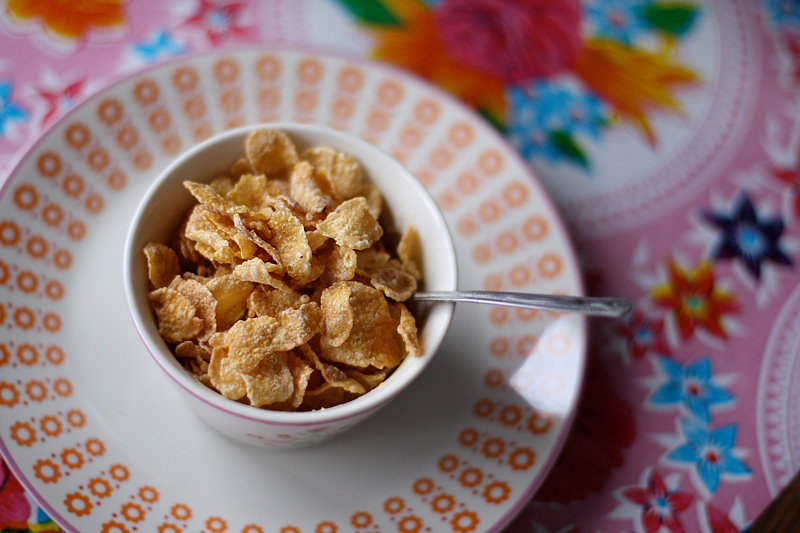
Kukuřičné či jiné lupínky jsou ultrazpracované na rozdíl od vloček, semínek a ořechů
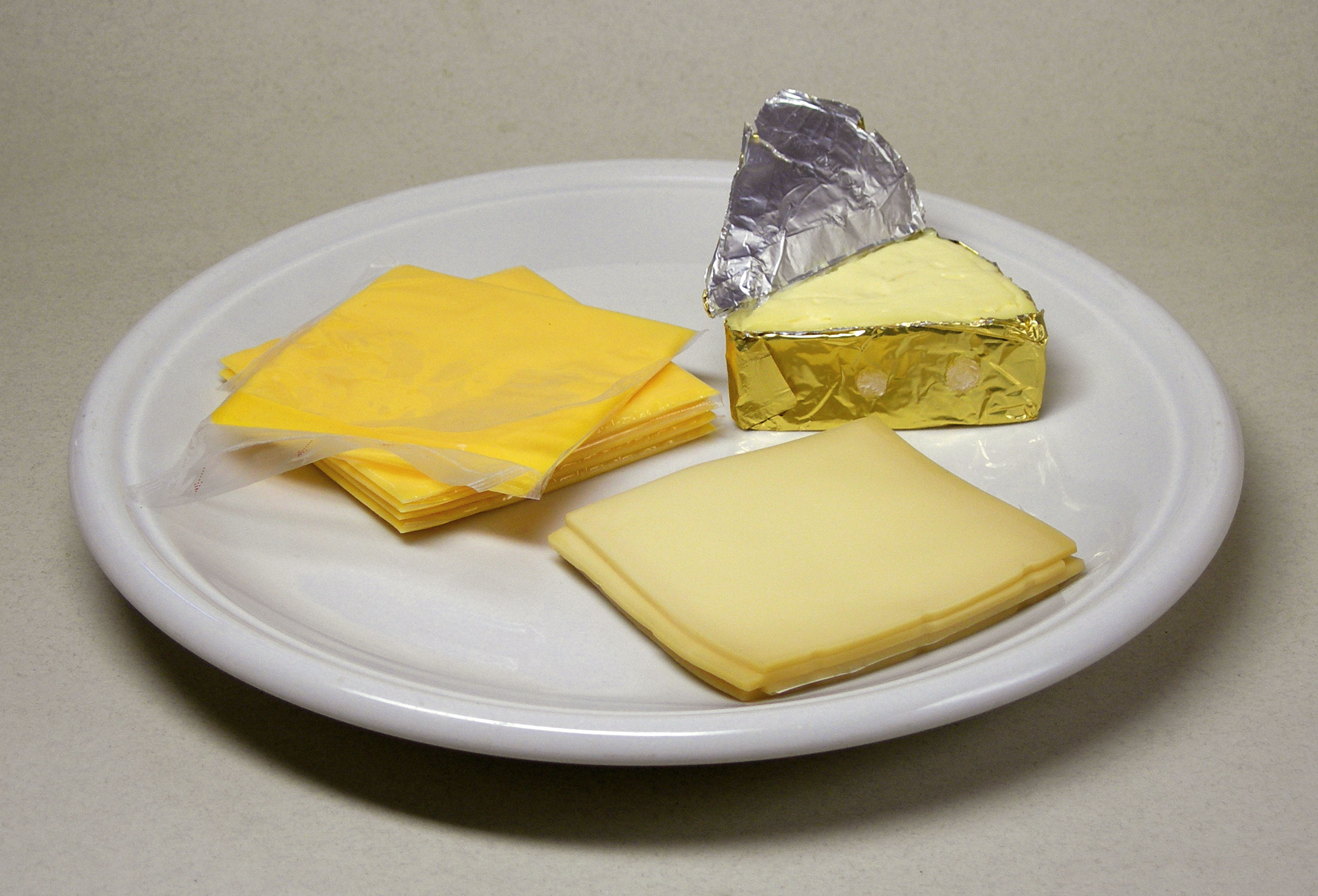
Tavené sýry jsou ultrazpracované na rozdíl od čerstvých, fermentovaných a tvrdých sýrů
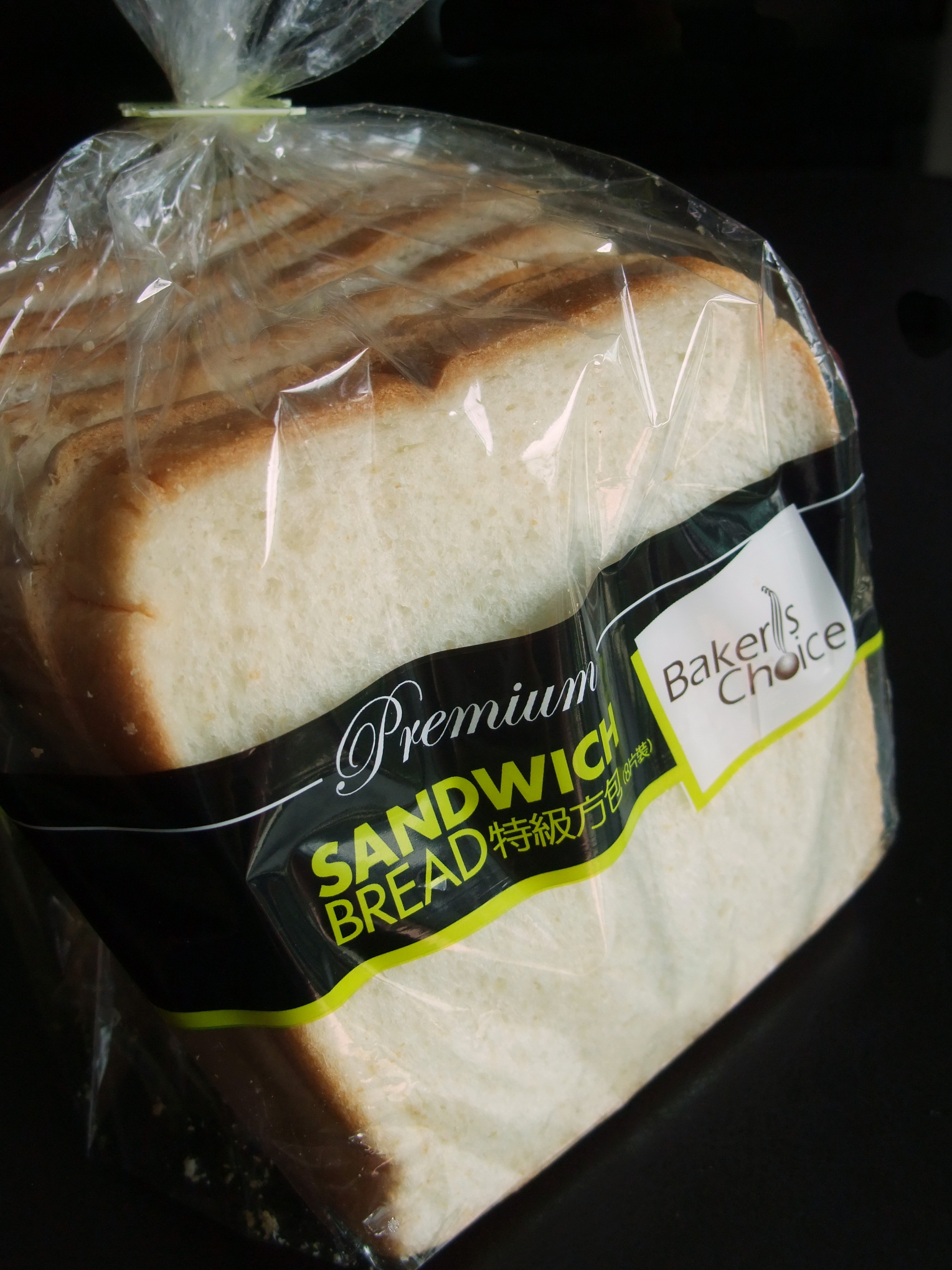
Balené toastové chleby a trvanlivé buchty jsou ultrazpracované na rozdíl od čerstvého pečiva
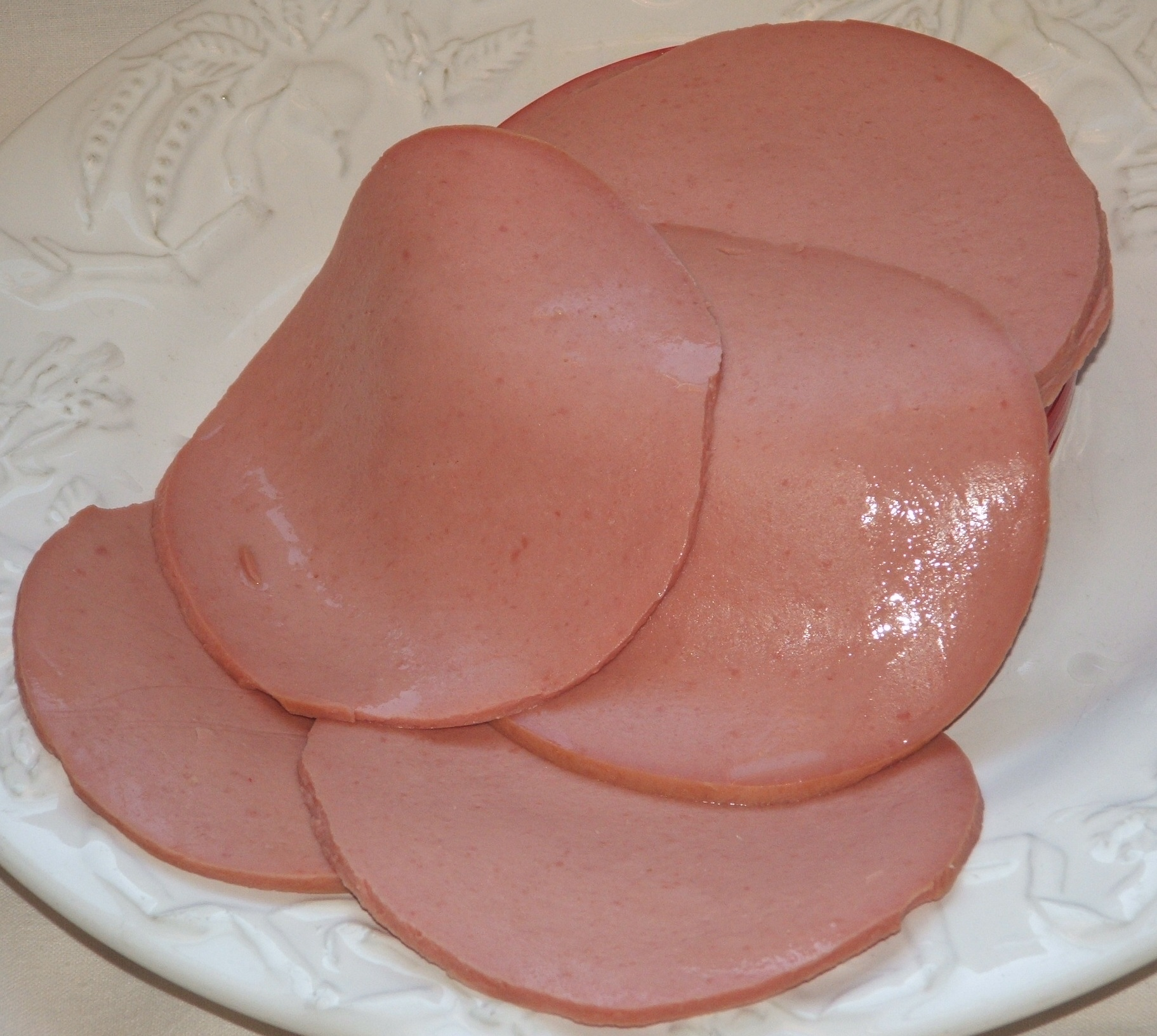
Šunku napodobující výrobek z ultrazpracovaného masa s aditivy
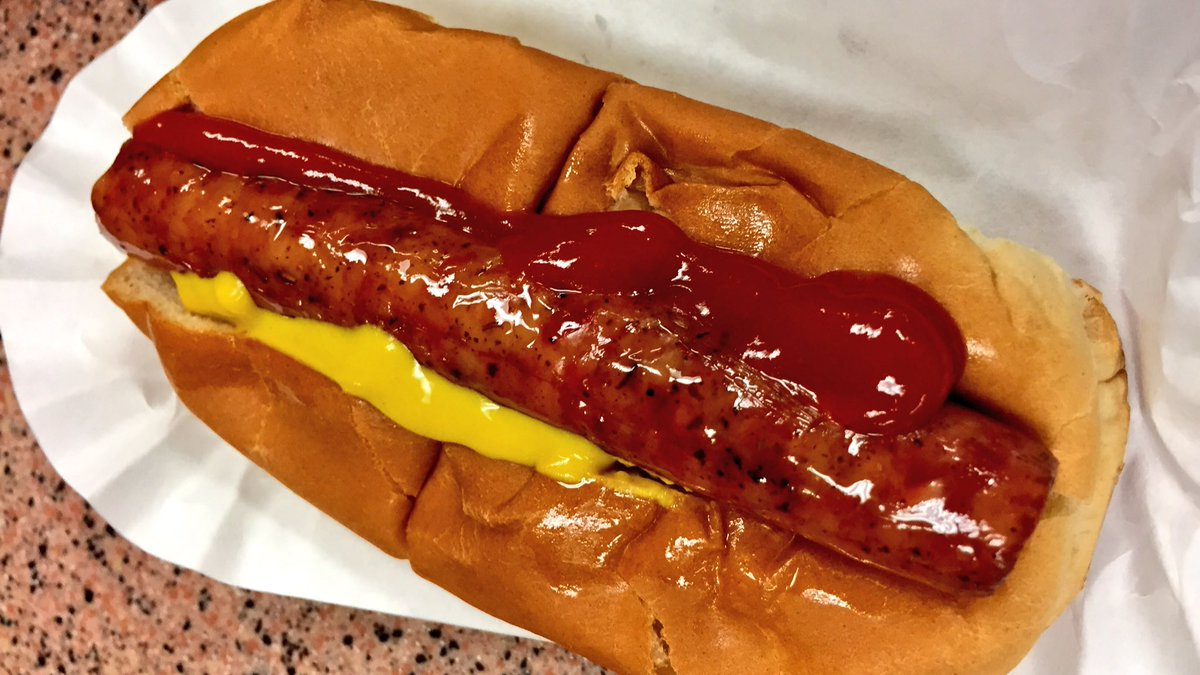
Hot dog či párek v rohlíku z ultrazpracovaných ingrediencí
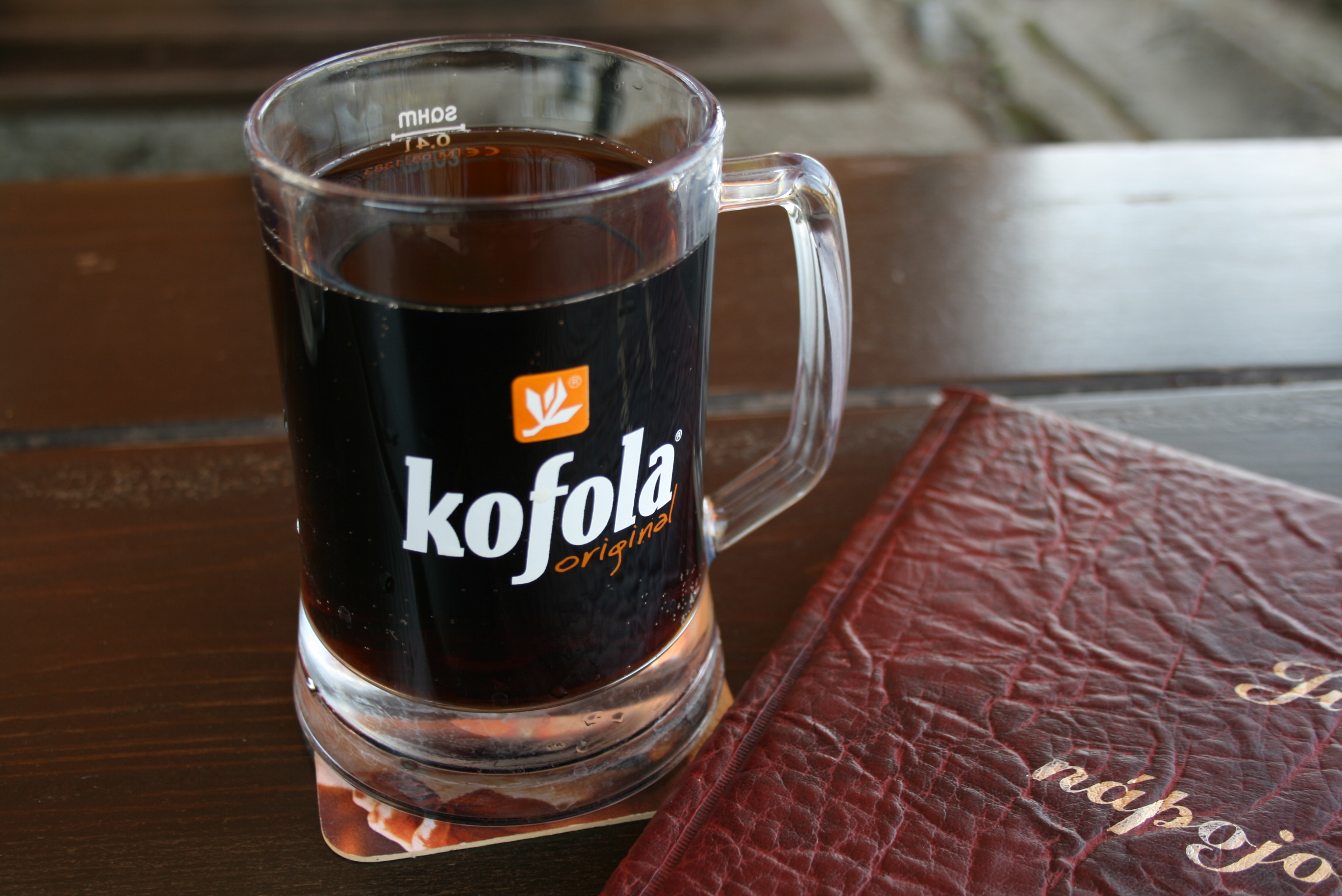
Slazené nápoje

Průmyslově zpracované potraviny se staly pevnou součástí hektického života moderní společnosti. Někdy jsou kritizovány z hlediska chuti, vzhledu a konzistence, jindy jako jeden z prvků nezdravého životního stylu. Na jejich oblibě se tím mnoho nemění. Byť míra zpracovanosti nesouvisí s chutností.